# Rittergut Heitlingen

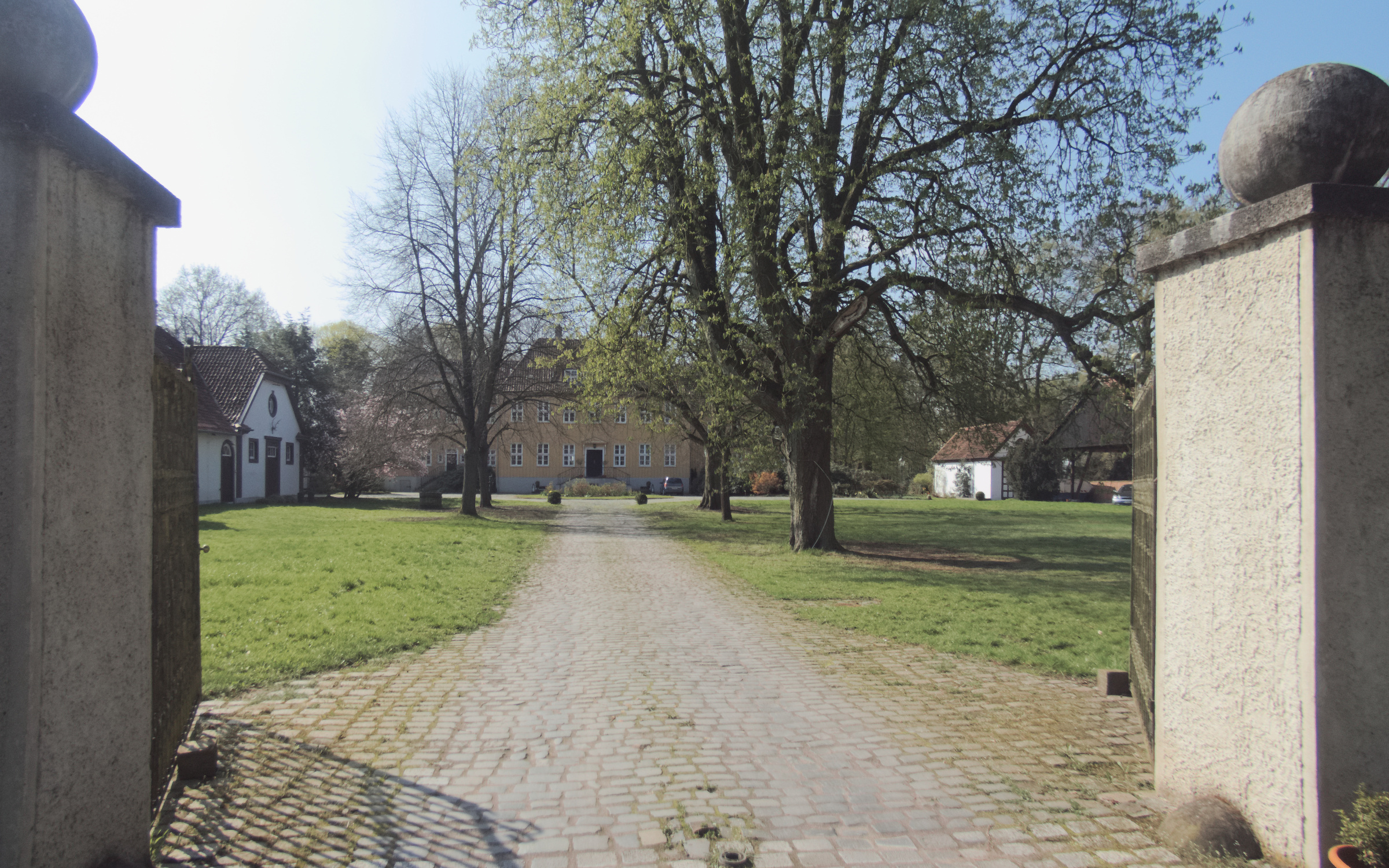
Das Rittergut Heitlingen

Das Rittergut Heitlingen ist ein Gut im Osten des gleichnamigen Ortsteils der Stadt Garbsen.

## Geschichte
Das Rittergut führt seine Geschichte auf das seit 1386 nachweisbare adelige Gut Hetlage zurück, das sich früher im freien Eigentum der Familie von Limburg befand. Wann das Castrum erbaut wurde, ist unbekannt. Der Gutsbereich umfasste ursprünglich das gesamte Gut und das Dorf Heitlingen. 1495 veräußerten die von Limburg die Hälfte des Besitzes für 86 rheinische Gulden an Johann Nighestedt und Corf Bruns. Während des Dreißigjährigen Krieges fiel der Limburgische Besitz durch Heirat an den Oberstleutnant Molians. Spätere Eigentümer waren die Familien Baumgarten, von Alten, Niedermüller, Rehse und Plate. 1870 verlor Heitlingen durch Verkauf seiner Landtagsstimme an das Gut Laatzen seine Eigenschaft als Rittergut. Henning von Arenstorff, der Gut Heitlingen zwischenzeitlich erworben hatte, kaufte seinerseits die Stimme des Ritterguts Lindenberg. 1911 erkannten Ritterschaft und Landschaft des Fürstentums Calenberg die Aufnahme in die Rittermatrikel an. Der zugehörige Grundbesitz umfasste 1912 142 Hektar.
Das Gutsgebäude steht unter Denkmalschutz.